# Andrzej Zaborski (aktor)
Andrzej Zaborski, także Andrzej Beja-Zaborski, Andrzej Zaborski-Beya (ur. 7 marca 1951 w Wałbrzychu) – polski aktor teatralny, filmowy i telewizyjny; także reżyser teatralny. Obecnie mieszka w Białymstoku. Absolwent PWST w Warszawie Wydział Sztuki Lalkarskiej w Białymstoku.

## Teatr
Występuje w Białostockim Teatrze Lalek (od 1978). Jest tam zatrudniony na stanowisku aktora-lalkarza.

### Spektakle teatralne

#### Role
Białostocki Teatr Lalek
- 1979: Baśń o pięknej Parysadzie (reż. Krzysztof Rau)
- 1979: Słowik jako minister (reż. Tomasz Jaworski)
- 1983: Panto i Pantamto jako Infantyn; Drogowskaz VI (reż. Wojciech Wieczorkiewicz)
- 1989: Wielki Teatr Świata jako Bogacz (reż. Tadeusz Słobodzianek)
- 1991: Ballada o najpiękniejszej wiosce jako Gospodarz (reż. W. Wieczorkiewicz)
- 1991: Żywa klasa (reż. Wojciech Szelachowski)
- 1993: Czerwony Kapturek jako Aktor, Wilk (reż. Karol Fischer)
- 1994: Wielka tajemnica-Pierwsze (reż. W. Szelachowski)
- 1995: Kolęda strażacka jako ojciec (reż. Wojciech Kobrzyński)
- 1995: Niech żyje Punch! jako Komediant muzyczny (reż. W. Fełenczak, W. Szelachowski)
- 1996: Cyrano de Bergerac jako Ragueneau (reż. Marián Pečko)
- 1997: Jedź jako Maszynista (reż. Dariusz Szada-Borzykowski)
- 1997: Państwo Fajnackich jako pan Fajnacki (reż. W. Szelachowski)
- 1999, 2001: Percewal (reż. W. Kobrzyński)
- 2000: Scrooge (reż. Andrzej Rozhin)
- 2000: Tymoteusz wśród ptaków jako pan Dudek (reż. A. Zaborski)
- 2001: Śpiąca królewna jako Radca jego królewskiej mości (reż. M. Pečko)
- 2002: My się wilka nie boimy jako Pies; Szakal Balaban (reż. Petr Nosalek)
- 2002: Lis Przechera jako Borsuk (reż. W. Kobrzyński)
- 2004: Brzdące, czyli teatr Anioła Stróża jako Brzdąc (reż. W. Szelachowski)
- 2005: Zamek jako Oberżysta; Gospodarz (reż. W. Kobrzyński)
- 2007: Tymoteusz Rymcimci (reż. A. Zaborski)
- 2009: Janosik. Prawdziwa historia (reż. A. Holland)

Teatr Dramatyczny im. Aleksandra Węgierki, Białystok
- 2000: Zbrodnia i kara jako Porfiry (reż. Tomasz Man)
- 2006: Stosunki na szczycie jako sir Clive Partridge (reż. Jerzy Bończak)

Inne
- 2019: Rubinowe gody jako Marian (reż. Krzysztof Kędziora)[1]

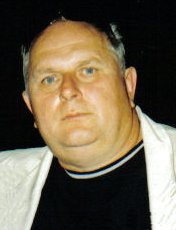

#### Prace reżyserskie
Białostocki Teatr Lalek
- 1991: Żywa klasa (reż. Wojciech Szelachowski) – asystent reżysera
- 1993: Czerwony Kapturek (reż. Karol Fischer) – asystent reżysera
- 2000: Tymoteusz wśród ptaków – reżyseria
- 2007: Tymoteusz Rymcimci – reżyseria

Teatr „Baj Pomorski”, Toruń
- 1998: Czerwony Kapturek – reżyseria

## Filmografia
- 1997: Czerwona Rewolucja jako senator Engels Komuchowicz
- 1998: U Pana Boga za piecem jako Henryk, komendant policji w Królowym Moście
- 1999: Operacja Koza jako dziekan
- 1999: Na dobre i na złe jako Frączak, sprawca wypadku (odc. 1)
- 1999: Kiler-ów 2-óch jako szef kancelarii prezydenta
- 2000: To my jako minister
- 2000: To ja, złodziej jako właściciel okradzionego auta
- 2000: Przeprowadzki jako felczer (odc. 5)
- 2001: Oko Boga jako pan X
- 2001: Stacja jako policjant Wiśniewski
- 2002: Kariera Nikosia Dyzmy jako grabarz Jan Władeczek
- 2002: Dzień świra jako polityk rozdzierający polską flagę
- 2003: Zróbmy sobie wnuka jako Maciej Tuchała, ojciec Krysi
- 2003: Biała sukienka jako Kazio Kowal
- 2004: Wesele jako ksiądz Adam
- 2005: Przybyli ułani jako Stacho, wójt Osieka
- 2005: Fala zbrodni jako Daniło Gromki „Car” (odc. 29)
- 2005: Boża podszewka II jako mężczyzna w biurze PUR-u (odc. 1)
- 2006: Niania jako producent Tomasz Adamiak (odc. 37)
- 2006: Magda M. jako Wiesław Polaczek (odc. 35)
- 2006: Kryminalni jako komendant policji na Mazurach, wykładowca w Szczytnie (odc. 58)
- 2007, 2009: U Pana Boga w ogródku jako Henryk Wołkołycki, komendant policji w Królowym Moście
- 2007: U Pana Boga w ogródku jako Henryk Wołkołycki, komendant policji w Królowym Moście
- 2007: Prawo miasta jako Aleksander Kubik (odc. 14, 16 i 17)
- 2007–2008: Pitbull jako Władek, policjant z Białegostoku (odc. 6 i 22)
- 2007: Barwy szczęścia jako Henio, kolega Grzelaka (odc. 8)
- 2008: Boisko bezdomnych jako urzędnik w Urzędzie Paszportowym
- 2008–2009: 39 i pół jako Jerzy Jankowski, ojciec Darka
- 2009: U Pana Boga za miedzą jako Henryk Wołkołycki, komendant policji w Królowym Moście
- 2009: Mniejsze zło jako działacz, kolega ojca
- 2009: Janosik. Prawdziwa historia jako sędzia Skałka
- 2009: Janosik. Prawdziwa historia jako sędzia Skałka
- 2010: Ojciec Mateusz jako Graboś, ojciec Julity (odc. 57)
- 2011: Róża jako kolejarz
- 2012: Ojciec Mateusz jako ksiądz Terpiłowski (odc. 95)
- 2013: Drogówka jako ksiądz
- 2013: Bilet na Księżyc jako wuj Leon
- 2015: Słaba płeć? jako handlarz kwiatami, ojciec „Szprychy”
- 2016: Konwój jako Fałat, strażnik w Ożagówce
- 2018: Kruk. Szepty słychać po zmroku jako komendant Stanisław Tylenda
- 2021: Klecha jako ksiądz Wacław
- 2021: Czarna Dama jako Mikołaj Kawelin
- 2023: U Pana Boga w Królowym Moście jako Henryk Wołkołycki, komendant policji w Królowym Moście

## Propozycje ról
Miał zagrać główna rolę w filmie Stacja (2001), ostatecznie dostał rolę policjanta, a w postać wcześniej mu proponowaną wcielił się Zbigniew Zamachowski. Otrzymał również propozycję zagrania w serialu Twarze i maski. Z aktora zrezygnowano jednak 2 dni przed rozpoczęciem zdjęć.

## Książki
W 2023 roku ukazała się książka pt. U Pana Boga na dywaniku. Jest to wywiad-rzeka, jaki z Andrzejem Zaborskim przeprowadził Krzysztof Kędziora.

## Nagrody i odznaczenia
- 1996: Nagroda za najlepszą rolę drugoplanową – Komedianta muzycznego w przedstawieniu Niech żyje Punch na V Konkursie Teatrów Ogródkowych w Warszawie
- 1996: Wielka Ogródkowa dla wszystkich twórców spektaklu Niech żyje Punch na V Konkursie Teatrów Ogródkowych w Warszawie
- 1998: Nagroda jury za najlepszą drugoplanową rolę męską – za rolę Komisarza w filmie U Pana Boga za piecem na XXIII FPFF w Gdańsku
- 2005: Kryształowy Granat dla najlepszego aktora komediowego – za rolę Księdza Adama w filmie Wesele na IX Ogólnopolskim Festiwalu Filmów Komediowych w Lubomierzu
- 2008: Odznaka „Za zasługi dla Województwa Podlaskiego”
- 2018: Nagroda Artystyczna Prezydenta Miasta Białegostoku

## Polityka
W wyborach do Parlamentu Europejskiego w 2004 był kandydatem Socjaldemokracji Polskiej.